# Copelatus karnatakus
Copelatus karnatakus es una especie de escarabajo buceador del género Copelatus, de la subfamilia Copelatinae, en la familia Dytiscidae. Fue descrito por Holmen & Vezirani en 1990.